# Desingerode
Desingerode ist ein Ortsteil der Stadt Duderstadt im Landkreis Göttingen in Niedersachsen und liegt an der Kreisstraße 105 zwischen Esplingerode und Werxhausen, sechs Kilometer nordwestlich von Duderstadt inmitten der Goldenen Mark. Das zum Untereichsfeld gehörende Dorf wurde am 1. Januar 1973 eingemeindet, bildet zusammen mit Esplingerode und Werxhausen eine Ortschaft nach niedersächsischer Kommunalverfassung und hat rund 520 Einwohner.

## Geographie
Desingerode befindet sich am Fuß des Seulinger Waldes und besitzt eine Gemarkung von 5,64 km². Diese Fläche wird von den beiden Flüssen Hörgraben und Hörfloth durchflossen. Höchste Erhebung in der Gemarkung ist der Fuchsberg im Desingeröder Wald (Höhe: 280 Meter). Auf dem Fuchsberg befindet sich ein Hügelgräberfeld mit mehr als 60 Grabstellen. Zwischenzeitlich wurden in der Feldflur des Dorfes Spuren aus der noch wesentlich älteren Zeit der Linienbandkeramikkultur gefunden.

## Geschichte
Das Hügelgräberfeld auf dem Fuchsberg zeigt, dass in der Desingeröder Gemarkung bereits in der Bronzezeit Menschen gelebt haben. Anfang der 1990er Jahre wurden in der Desingeröder Flur Scherben aus noch früheren Zeiten gefunden. Allerdings waren diese Menschen Nomaden, so dass man nicht sagen darf der Ort Desingerode sei bereits so alt wie diese Fundstücke, die über 4000 Jahre alt sind. Am 26. Juli 952 wurde der Ort in einer Urkunde Ottos I., in der er mit dem sächsischen Landgrafen Hermann Billung einen Gütertausch vornimmt, erstmals schriftlich erwähnt unter dem Namen „Dasingerod“. Im folgenden Jahr schenkte Otto das Dorf dem neugegründeten Mauritiusstift in Magdeburg. Das Dorf gehörte zu den fünf Kespeldörfern der Stadt Duderstadt, welche der Kurfürst Albrecht von Mainz 1525 der Gerichtsbarkeit des Amtes Gieboldehausen unterstellte. Im Dreißigjährigen Krieg wurde auch Desingerode niedergebrannt, 1646 wurden von 37 Höfen bzw. Herdstätten nur noch 14 als bewohnt bezeichnet. Hauptgrundherren und Inhaber des Kirchenpatronats in Desingerode waren die Herren von Desingerode und nach deren Aussterben die Herren von Uslar-Gleichen.
Die mehr oder weniger legendäre Gründung des Ortes geschah durch einen Ritter mit Namen Daso, dessen Leute die Dasinge den Wald gerodet haben und an dieser Stelle das erste Haus des Dorfes, eine Burg, errichteten. Aus Daso, Dasinge und Rodung bildete sich dann der Name des Dorfes, wie er in der Urkunde des Jahres 952 überliefert ist: Dasingerod. Heute noch erinnert der Name der Burgstraße und des ganzen Dorfviertels "auf der Burg" an jenen Ort. Im Jahr 2020 wurde ein neues Baugebiet "Ritter-Daso-Straße" erschlossen, die Straße aber "Im Königstal" genannt, weil sie am Fuße des Königsberges liegt.
Am Ende des 2. Weltkrieges, am 9. April 1945 wurde das Dorf von amerikanischen Truppen beschossen. Dabei wurden eine Mutter und zwei ihrer Kinder getötet. Drei Personen wurden verletzt. 1952 wurde das Dorfjubiläum „1000 Jahre Desingerode“ gefeiert. Bis 1973 war das Dorf eine eigenständige politische Gemeinde. Im Jahre 2002 feierte man den 1050. Jahrestag der ersten urkundlichen Erwähnung mit einer Festwoche.

### Pfarrei

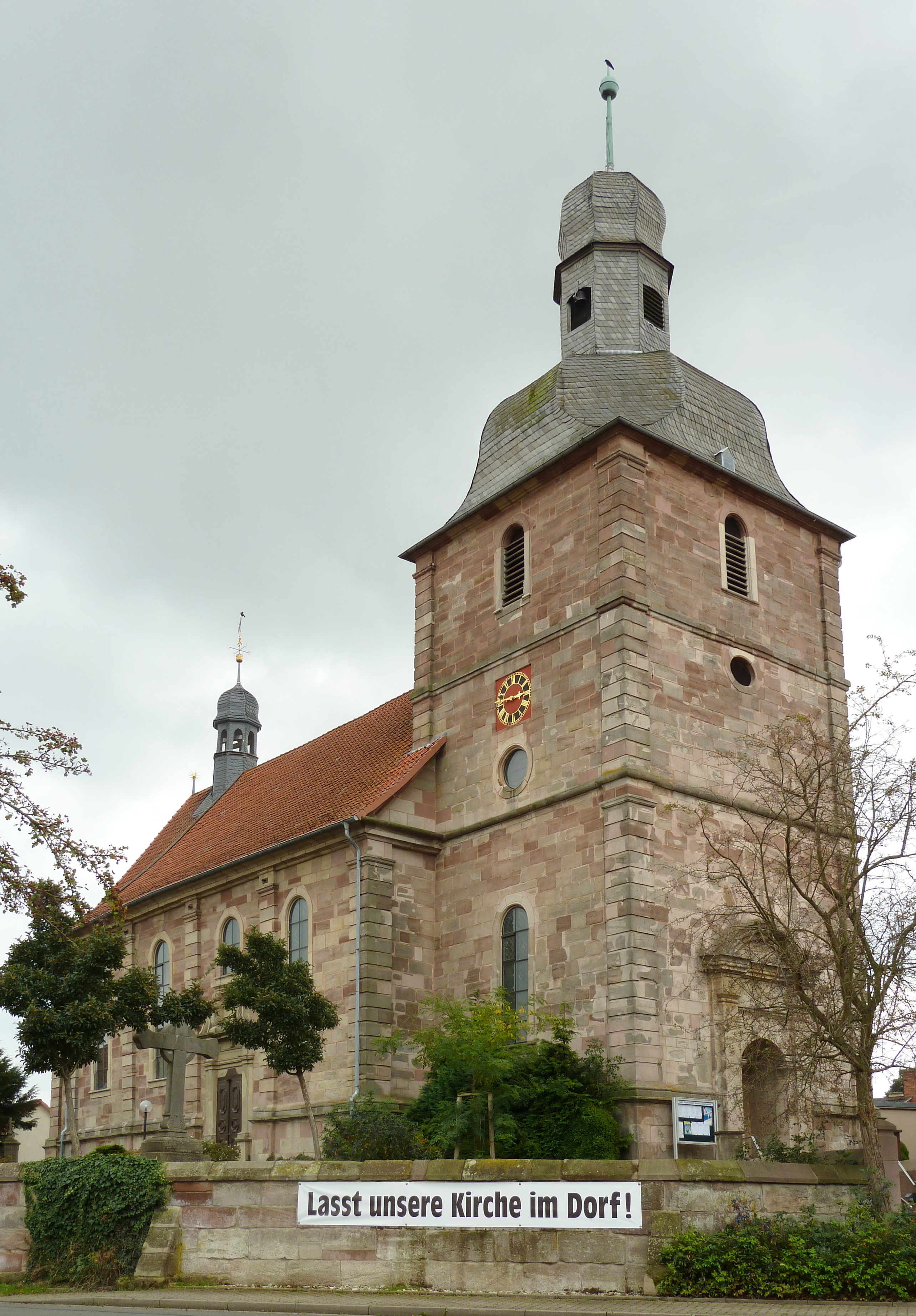
Pfarrkirche St. Mauritius und Gefährten

Mindestens seit dem Jahr 1207 ist Desingerode Pfarrei mit den Filialen Esplingerode und zeitweise auch Werxhausen. 1230 wird ein erster Pfarrer und eine Kirche des Ortes genannt. Seitdem sind 41 Priester des Ortes namentlich bekannt. Die jetzige Kirche Sankt Mauritius und Gefährten ist die vierte bekannte Kirche des Ortes und wurde 1749 bis 1754 unter der Leitung des Pfarrers Johann Christian Krebs (* 15. August 1707 in Seulingen, † 28. September 1782 in Desingerode) gebaut. Baumeister waren der Ratszimmermeister Henricus Petersen und der Italiener Henrico Gelli. Die Kirche wurde am 14. Juli 1756 durch den Mainzer Weihbischof in Erfurt, Johann Friedrich von Lasser, geweiht. Sie ist reich barock ausgestattet.
Von 1884 bis 1910 war der Priester und Glockenexperte Carl Otto (geb. in Duderstadt) Pfarrer von St. Mauritius. Carl Otto hatte mit seinem Bruder Franz 1873/74 in Hemelingen bei Bremen die Glockengießerei Otto gegründet, die in den Jahren 1895, 1897 und 1962/3 Bronzeglocken für die Mauritius-Kirche gegossen hat.
Seit 1983 gehört Desingerode mit Esplingerode und Seulingen zu einer Seelsorgeeinheit. Im Jahr 2006 wurde das Weihejubiläum mit einer Festwoche festlich begangen. Im Jahr 2007 wurde das Jubiläum „800 Jahre Pfarrei Desingerode“ gefeiert.
Seit dem 1. November 2014 gehört St. Mauritius als Filialkirche zur Pfarrei St. Georg in Nesselröden, die Pfarrei Desingerode wurde in diesem Zusammenhang aufgelöst.
Die Desingeröder Kirche ist vom Bistum Hildesheim in die Kategorie C 1 eingruppiert worden. Das bedeutet, dass das Kirchengebäude ab 2014 nicht mehr vom Bistum bezuschusst wird. Durch diese Kappung von Finanzmitteln wird der Erhalt der Kirche für die kleine Filialgemeinde sehr erschwert bzw. nach Meinung vieler unmöglich gemacht. Ein Verfall der Kirche wird befürchtet.

### Die Desingeröder „Ziegenböcke“
Die Desingeröder tragen im Eichsfeld den Kosenamen „Ziegenböcke“. Dieser Kosename ist nicht auf Grund einer Eigenart der Desingeröder irgendwann zustande gekommen, sondern hat einen realen geschichtlichen Hintergrund. Ende des 17. Jahrhunderts kam es zwischen Desingerödern und Westerödern immer wieder zu Streitigkeiten über den Besitz von Ackerland. Manche Ländereien wurden gar nicht mehr genutzt, weil nicht zu klären war, ob es sich um Desingeröder oder Westeröder Land handelte.
Im Jahr 1695 zogen die erbosten Desingeröder den Westerödern in die Feldflur, um die Dinge endlich zu klären. Jedoch war ein Ziegenbock das einzige, was sie erbeuteten. Aus dieser Geschichte machten die Westeröder ein gedichtetes Lied, das 21 Strophen hatte. Im Lied werden die Desingeröder wegen des eingefangenen Ziegenbocks verhöhnt. Der Text des Liedes wurde sogar gedruckt und in Duderstadt auf dem Markt verkauft.
Die Desingeröder ließen sich das nicht bieten und verklagten die Urheber des Gedichtes. Und wirklich wurde der Dichter mit einer Strafe von 10 Reichstalern oder acht Tagen Haft bestraft.
Die Geschichte kann im Duderstädter Stadtarchiv oder in der Chronik von Desingerode nachgelesen werden.

## Politik
Seit 1973 bildet Desingerode zusammen mit Esplingerode und Werxhausen einen gemeinsamen Ortsrat. Zurzeit kommt der Ortsbürgermeister aus Desingerode, und aus Esplingerode und Werxhausen kommt je ein stellvertretender Bürgermeister.

### Ortsrat
Der Ortsrat setzt sich aus zwölf Ratsfrauen und Ratsherren zusammen.
- CDU: 10 Sitze
- SPD: 1 Sitz
- Einzelbewerber, parteilos: 1 Sitz

(Stand: Kommunalwahl am 12. September 2021)
Ortsbürgermeister ist Hubert Kellner (CDU).

### Wappen
Das Wappen wurde am 9. Dezember 1950 vom Land Niedersachsen genehmigt.
Die Rose im Wappen ist dem Siegel des Johann von Desingerode aus dem Jahr 1308 entnommen.

## Infrastruktur
Nach dem Bau der Umgehungsstraße für Esplingerode ist Desingerode über die Bundesstraße 446 noch besser mit dem PKW erreichbar. An das Busnetz ist der Ort über die Linie 150 der Regionalbus Braunschweig angebunden. Der Ort selbst wird von 60 % der Linien angefahren. Über die Haltestelle „Desingerode Abzweigung“ ist der Ort angebunden.
Als 1972 die Volksschule Desingerode geschlossen wurde, richtete man in dem Gebäude einen Kindergarten ein, den bis zu 50 Kinder besuchen können. Der Kindergarten steht in Trägerschaft der Stadt Duderstadt.
1979 wurde mit Unterstützung durch das Bistum Hildesheim ein Pfarrheim gebaut. Das Haus dient als Versammlungs- und Veranstaltungshaus. Es finden dort auch private Feiern statt. Der große Saal des Hauses fasst etwa 90 Personen.

## Vereine und Verbände
- Freiwillige Feuerwehr Desingerode, gegründet im Jahre 1953, ab 2013 Feuerwehrverein Desingerode e. V.[9][10]
- Sportverein DJK Desingerode seit 1921
- Katholische Frauengemeinschaft Desingerode/Esplingerode (gegründet am 16. Juni 1912 vom damaligen Ortspfarrer)
- Kolpingsfamilie Desingerode, gegründet 1925
- Desingeröder Carnevallub (DCC) gegründet 1981
- Kyffhäuserkameradschaft Desingerode, gegründet 1881
- Kirchenchor St. Mauritius, gegründet 1992
- Rosenmontagsfreunde, gegründet 1978
- Desingeröder Klempner Club (DKC), gegründet 2004
- Rollerfreunde Desingerode, gegründet 2010